# Sokol
För andra betydelser, se Sokol (olika betydelser).

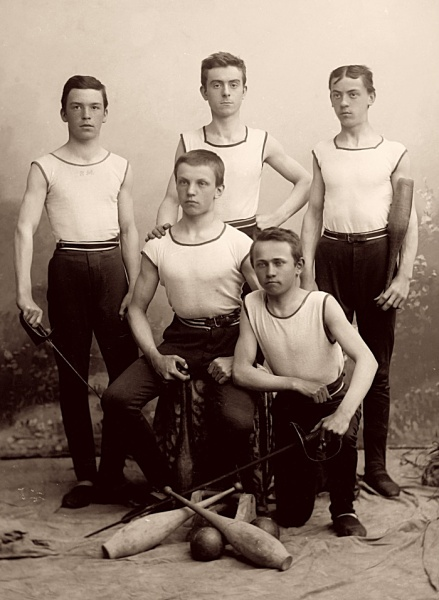
Gymnaster i Sokoldräkt ca 1900

Sokol (tjeckiska för falk) är en gymnastik- och idrottsorganisation bildad i Prag 1862 av Miroslav Tyrš och Jindřich Fügner. Ett syfte med rörelsen var också att stärka den tjeckiska nationalkänslan och att verka för panslavism. Sokolföreningar bildades i många städer i de tjeckiska områdena av Österrike-Ungern och snart också i andra länder med slavisk befolkning. Storhetstiden inföll på 1930-talet då Sokolrörelsen hade cirka 1 miljon medlemmar, varav 700 000 i Tjeckoslovakien. Efter andra världskriget upphörde i praktiken Sokol i Tjeckoslovakien men rörelsen återuppstod efter kommunismens fall 1989.

## Miroslav Tyrš

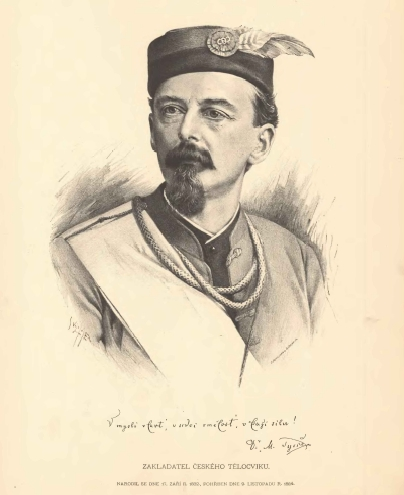
Miroslav Tyrš

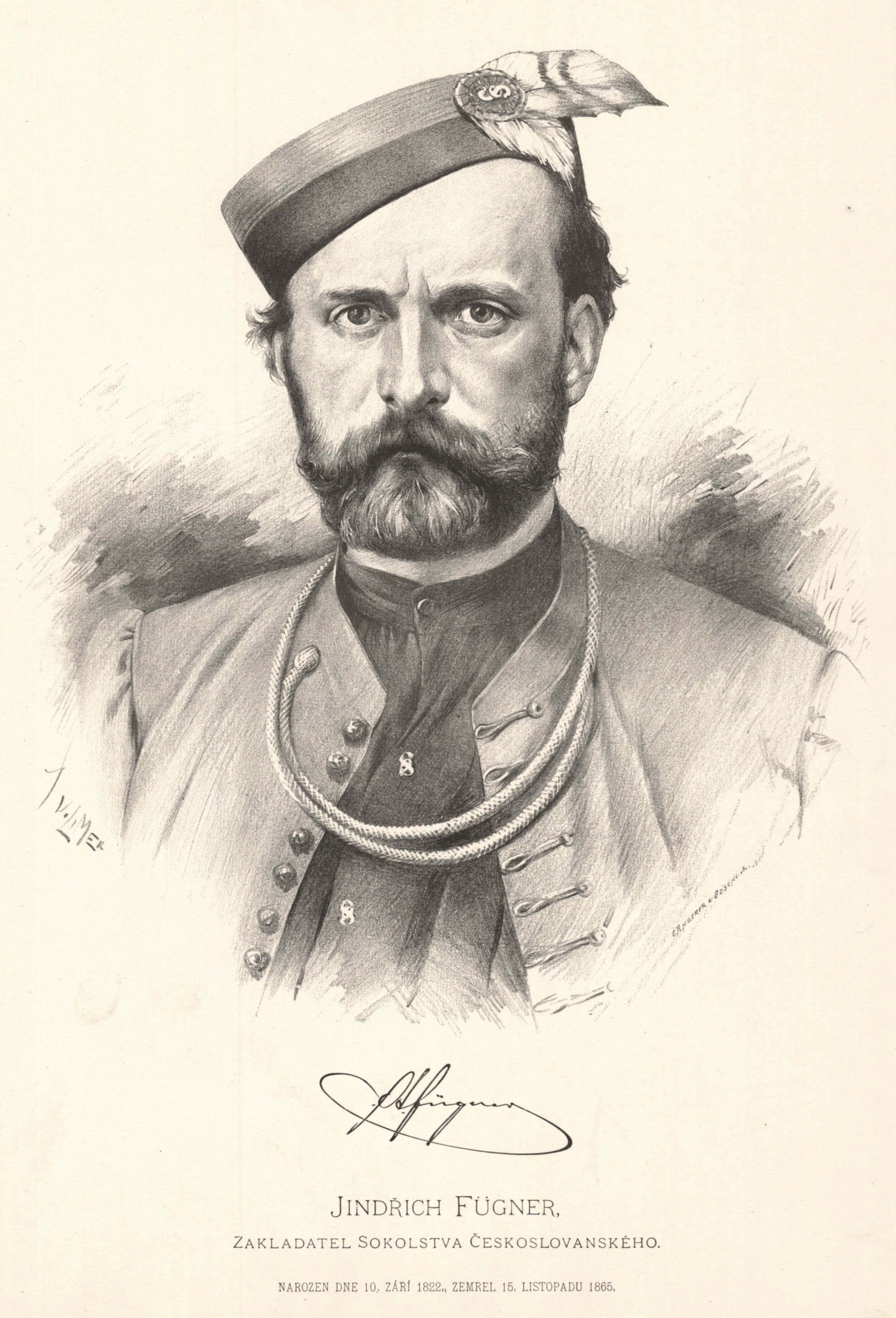
Jindřich Fügner

Miroslav Tyrš föddes som Friedrich Tiersch 1832 av tyska föräldrar i staden Tetschen i Böhmen, då en del av Kejsardömet Österrike. Fadern var läkare. När Friedrich var sex år gammal dog båda föräldrarna i tuberkulos och han kom att växa upp hos släktingar i en tjeckiskspråkig omgivning. I tonåren engagerade han sig för det tjeckiska nationella projektet. Han bytte namn till Miroslav Tyrš genom att översätta tyskans Friede (= fred) till Mír på tjeckiska och ”tjeckifiera” stavningen av efternamnet. Som student i Prag lärde han känna försäkringsagenten m.m. Jindřich (född Heinrich) Fügner (1822-1865) och tillsammans bildade de 1862 Tĕločvicná jednota (”Gymnastiska föreningen”) i Prag. Föreningens mål var både att verka för kroppslig fostran och att stärka den tjeckiska och slaviska identiteten. Tyrš var ideologen och Fügner organisatören. Föreningen bytte snart namn till Sokol, ”falk”, ett namn hämtat från sydslavisk hjältediktning.
Sokolföreningen i Prag fick snabbt efterföljare i andra tjeckiska städer och spreds också till andra delar av Central- och Östeuropa. 1908 bildades ett gemensamt Sokol-förbund, Svaz slovanského sokolstva, under tjeckisk ledning. Från 1869 kunde också kvinnor bli medlemmar i tjeckiska Sokol och senare även barn och unga. Fügner avled redan 1865 och Tyrš själv trappade på 1870-talet ner sitt engagemang i rörelsen, men det upphörde inte. I stället ägnade han sig åt politik och åt en akademisk karriär som konsthistoriker och professor i estetik. Tyrš idéer och anda förblev vägledande för rörelsen.

## Gymnastik, nationalism och panslavism
På 1800-talet spreds olika former av gymnastik i Europa. I flera länder (och bland annat i Prag) fanns den ”tyska” Turn-gymnastiken” som verkade i Friedrich Ludwig Jahns anda och på andra ställen fanns den svenska Linggymnastiken. Vissa drag var särskilt framträdande i Tyrš Sokol-gymnastik:
- Övningarna skulle kunna utföras i grupp.
- Hela kroppen skulle tränas, inte bara enskilda muskler. Målet var hela kroppens harmoniska utveckling.
- Det fanns inga individuella tävlingsmoment, däremot kunde grupper tävla mot varandra. Betoningen låg på vad gruppen kunde åstadkomma.
- Estetiken. Övningarna skulle skapa en skön kropp men också vara sköna att beskåda. Detta gällde särskilt för kvinnor, men också för män. Rörelserna blev ett uttryck för människans konstnärliga instinkt likvärdigt med konst och musik.

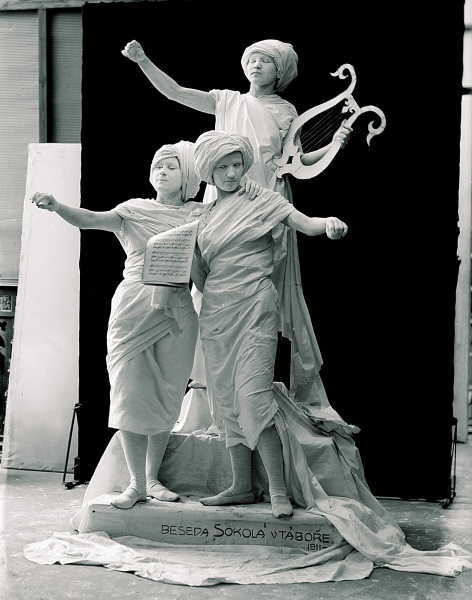
Vid uppvisningarna var det vanligt att gymnasterna framställde tablåer, ofta gestaltande de idealiserade antika grekerna.

Tyrš hämtade inspiration från antikens och renässansens gymnastik. Gruppuppvisningar skulle präglas av klarhet och symmetri; alla gymnaster rörde sig samfällt, när gymnaster vände sig åt vänster eller höger gjorde man det i räta 90-gradersvinklar etc. Efter Tyrš död blev rörelsemönstret friare (”renässansen ersattes av barocken”). Nya idéer kom från utlandet, bland annat från Émile Jaques-Dalcrozes rytmikpedagogik. Däremot var utbytet med den tyska gymnastiken svagt.
Tyrš ivrade för tjeckisk nationalism och för panslavism. Sokol blev ett av flera uttryck för folkliga strävanden att frigöra sig från den habsburgska dubbelmonarkin, Österrike-Ungern. Andra exempel var hembygdsföreningar, sångkörer och litterära sällskap. Medlemmarna i Sokol kallade varandra bröder och systrar. De bar en särskild dräkt där huvudbonaden pryddes av en falkfjäder. Grupperna ordnade uppvisningar i byar och städer. 1882 arrangerades en massuppvisning i Prag, det första i en rad möten som samlade allt fler deltagare och åskådare. Gigantiska uppvisningar inför publik skedde sedan vart femte eller sjätte år till specialskriven musik med teman som frihet och fosterland. Tjeckoslovakiens främste tonsättare under mellankrigstiden Leoš Janáček komponerade för mötet 1926 en fanfar som senare kom att inleda hans Sinfonietta. (Sinfoniettan fick undertiteln Sokol festival.) I det nionde mötet 1932 medverkade mellan trettio och fyrtiotusen gymnaster. På 1930-talet var Sokol närmast en statlig institution i Tjeckoslovakien med cirka 700 000 medlemmar. Att idrotta och anstränga sig tillsammans på detta sätt skapade en känsla av samhörighet. Vid parader, fester och uppvisningar drogs också publiken in i denna sinnesstämning. Liksom gymnasten kunde därmed även åskådaren identifiera sig med nationen.
Inom Sokolgymnastiken betonades disciplin, den enskilde gymnasten skulle följa ledarens kommando så att gruppen kunde agera samordnat. Sokol skilde sig däremot på ett avgörande sätt från andra samtida rörelser som verkade för individens underordning under en ledare. Sokol präglades av demokratiska och humanistiska ideal och stod för alla människors lika värde.

Under de båda världskrigen förbjöds Sokol eftersom rörelsen ansågs sabotera Österrike-Ungerns respektive Tysklands krigsansträngningar, men organisationen återuppstod efter krigen. Sommaren 1948 hölls åter stora Sokol-festligheter i Prag men nu var det den nya kommunistiska regimen som arrangerade dem. Protester mot regeringen och sammanstötningar mellan Sokol-medlemmar och regeringstrogna uppstod. Regeringen beslöt därför att ta kontroll över Sokol och att genomföra en grundlig omorganisation. I praktiken innebar det att Sokol upphörde. När de kommunistiska regimerna i Östeuropa kollapsade 1989 återbildades dock Sokol. 2006 hade organisationen 180 000 medlemmar.

Sokol-uppvisningar i Prag
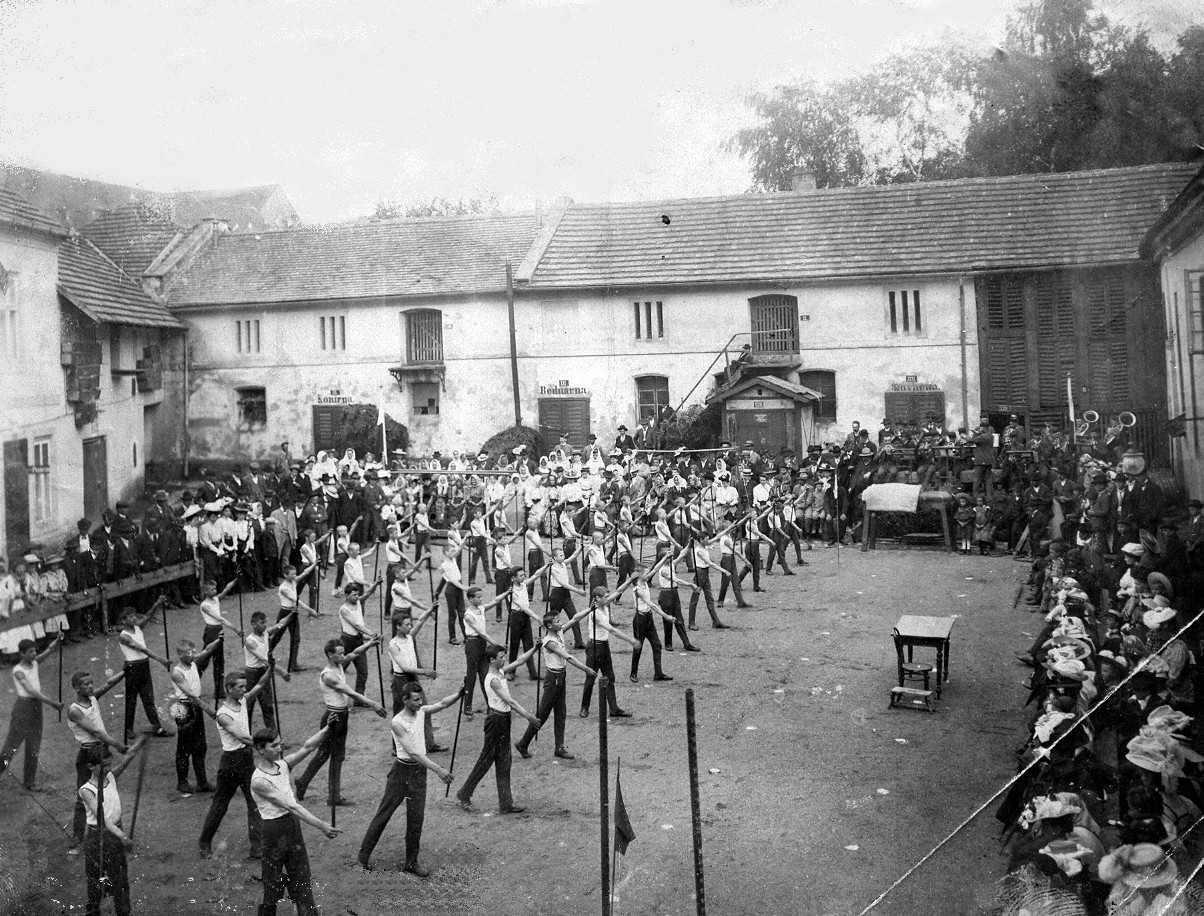
1908
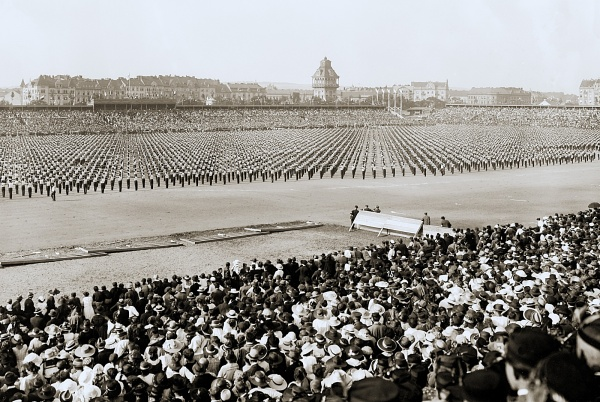
1920
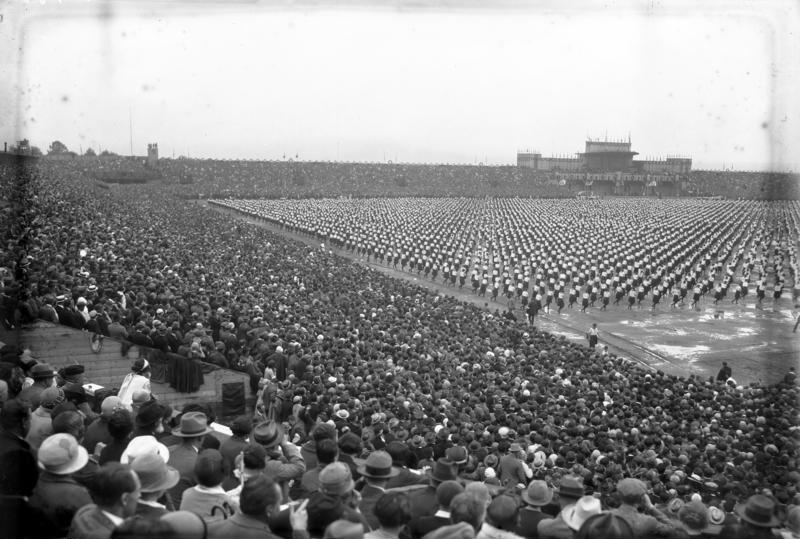
1932
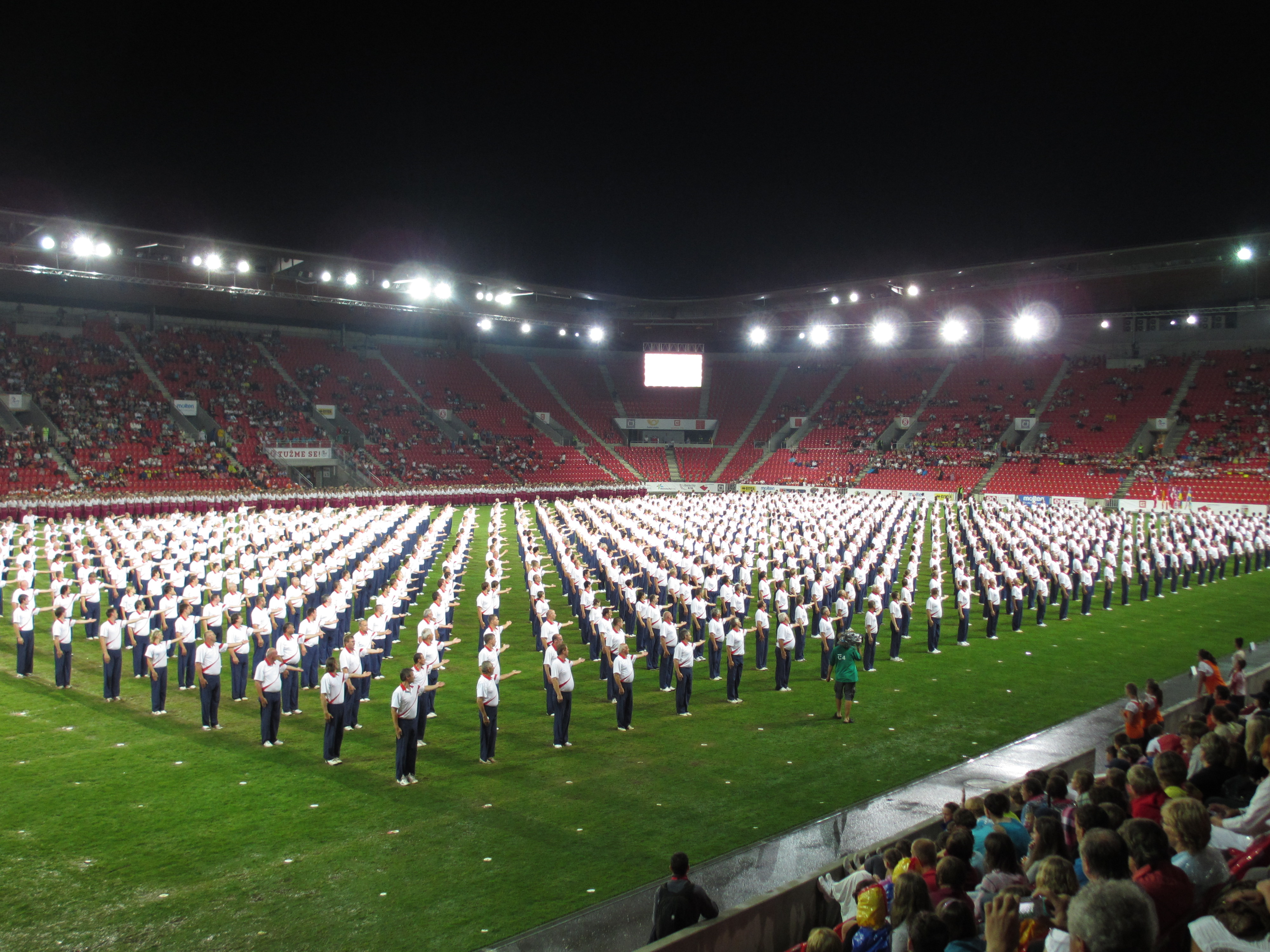
2012
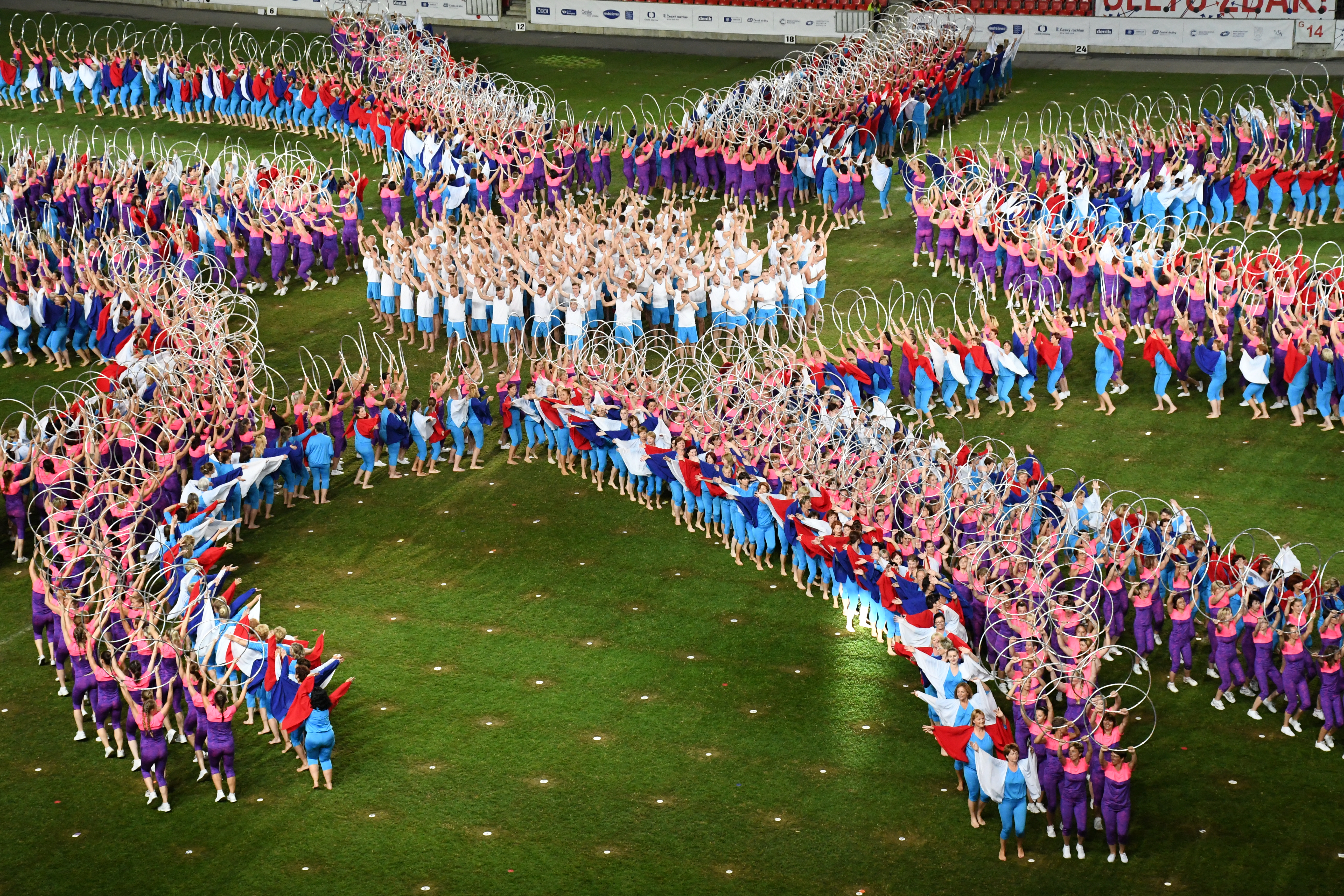
2018